# Esqui nórdico
Esqui nórdico é um desporto/esporte de inverno que abrange todos os tipos de esqui onde o calcanhar da bota não está fixado ao esqui, ao contrário do esqui alpino.
Os eventos Olímpicos de esqui nórdico são: o esqui cross-country, o salto de esqui, o combinado nórdico e o biatlo. O principal evento deste desporto/esporte é o Campeonato Mundial de Esqui Nórdico, que se realiza de dois em dois anos, nos anos ímpares.